# Europese kampioenschappen atletiek 1954 – marathon
Het Europees kampioenschap marathon van 1954 werd gehouden in Bern op 25 augustus, op de eerste dag van de Europese atletiekkampioenschappen.
Marathonwedstrijden voor vrouwen bestonden er in die tijd nog niet.
Bij de aankomst in het stadion had de Rus Filin een kleine voorsprong op de Fin Karvonen en de andere Sovjet-Rus Grischayev. Filin liep bij het opdraaien van de piste echter de verkeerde richting uit, Karvonen en Grischayev de juiste. Zodoende won Karvonen nipt voor Grischaev en werd Filin pas derde. De tijd van Janus van der Zande, 2:29.19,2 was een Nederlands record; het vorige stond ook op zijn naam met 2:32.45,8.

## Uitslagen
| rang   | naam                | land | tijd      |
| ------ | ------------------- | ---- | --------- |
| Goud   | Veikko Karvonen     | FIN  | 2:24.51,6 |
| Zilver | Boris Grishayev     | URS  | 2:24.55,6 |
| Brons  | Ivan Filin          | URS  | 2:25.26,6 |
| 4      | Erkki Puolakka      | FIN  | 2:26.45,6 |
| 5      | Gustaf-Nils Jansson | SWE  | 2:27.27,8 |
| 6      | Geoff Iden          | GBR  | 2:28.02,8 |
| 7      | Janus van der Zande | NED  | 2:29.19,2 |
| 8      | Jose Araujo         | POR  | 2:29.45,0 |
| 9      | Viktor Olsen        | NOR  | 2:33.49,4 |
| 10     | Dinu Christea       | ROM  | 2:35.07,4 |
| 11     | Eric Losthouse      | ENG  | 2:35.22,3 |
| 12     | Bengt Rehnvall      | SWE  | 2:35.48,5 |
| 13     | Walter Bednar       | TCH  | 2:36.41,4 |
| 14     | Hans Vollbach       | FRG  | 2:40.02,4 |
| 15     | Claudino Martins    | POR  | 2:41.01,4 |
| 16     | Adolf Gruber        | AUT  | 2:41.59,6 |
| 17     | Franjo Skrinjar     | YUG  | 2:42.11,8 |
| 18     | August Blumensaat   | FRG  | 2:42.32,2 |
| 19     | Jules Zehnder       | SUI  | 2:45.27,8 |
| 20     | Guillaume Marquet   | BEL  | 2:48.47,2 |
| 21     | Michel Pressense    | FRA  | 2:55.52,4 |
| 22     | Hans Studer         | SUI  | 2:58.22,0 |

Turijn 1934 ·
Parijs 1938 ·
Oslo 1946 ·
Brussel 1950 ·
Bern 1954 ·
Stockholm 1958 ·
Belgrado 1962 ·
Boedapest 1966 ·
Athene 1969 ·
Helsinki 1971 ·
Rome 1974 ·
Praag 1978 ·
Athene 1982 ·
Stuttgart 1986 ·
Split 1990 ·
Helsinki 1994 ·
Boedapest 1998 ·
München 2002 ·
Göteborg 2006 ·
Barcelona 2010 ·
Zürich 2014 ·
Berlijn 2018 ·
München 2022 ·